# Operatie Veenmol 19

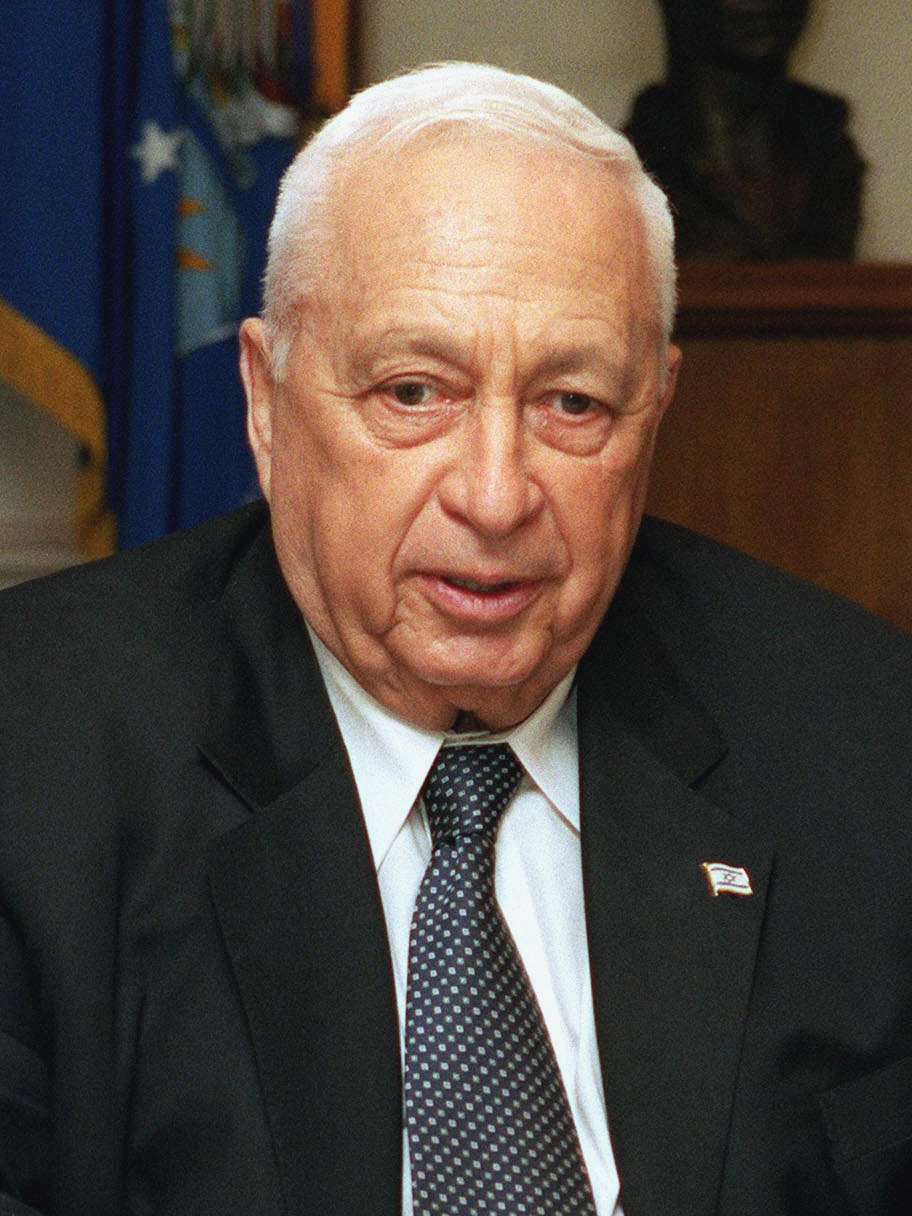
Minister van Defensie Ariel Sharon drong aan op de operatie.

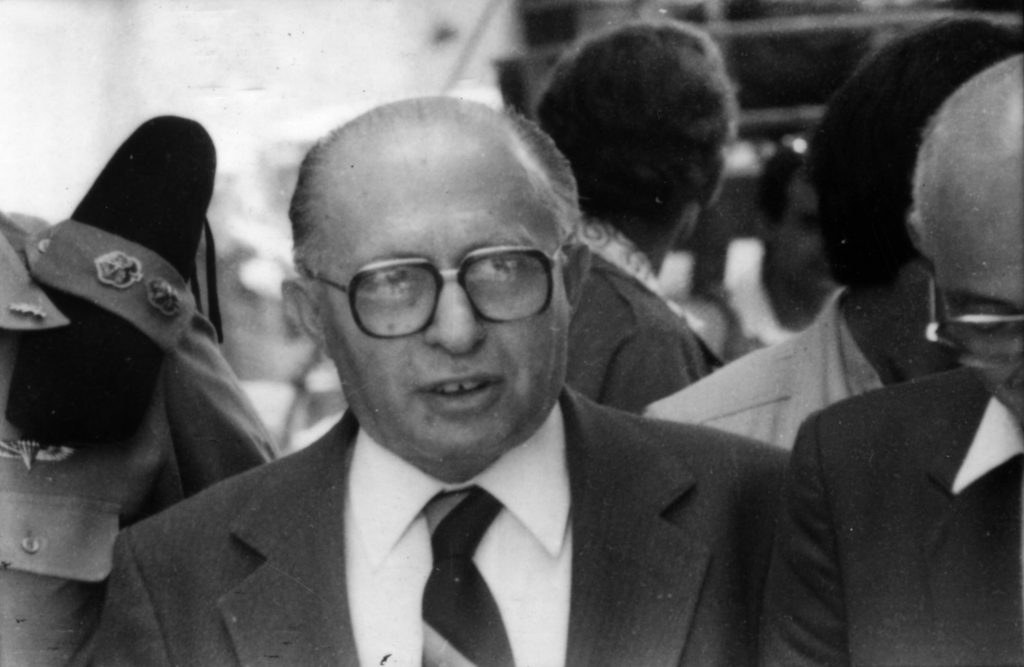
Premier Menachem Begin in 1982.

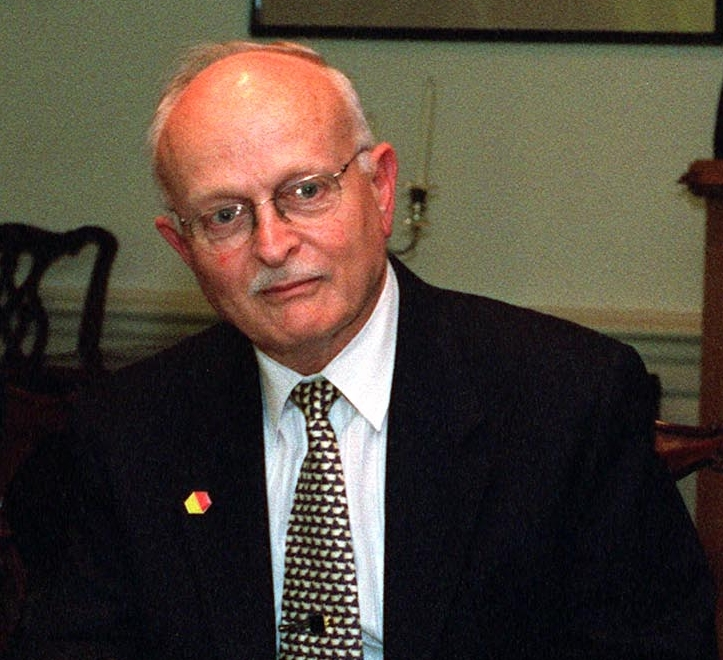
De commandant van de Israëlische luchtmacht David Ivry leidde de operatie vanuit Tel Aviv over datalinks.

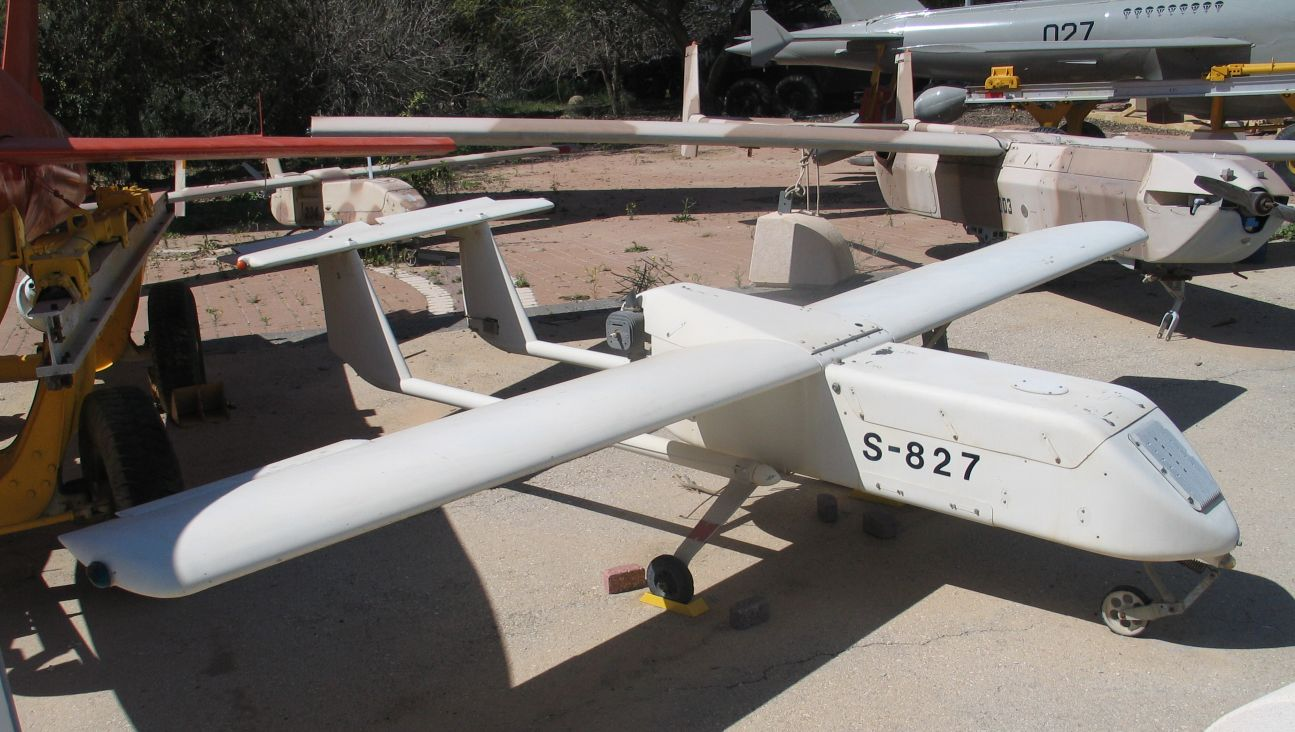
De Tadiran Mastiffs onbemande luchtvaartuigen dienden als lokvogel om de Syriërs hun radar te doen aanzetten en gegevens te vergaren.

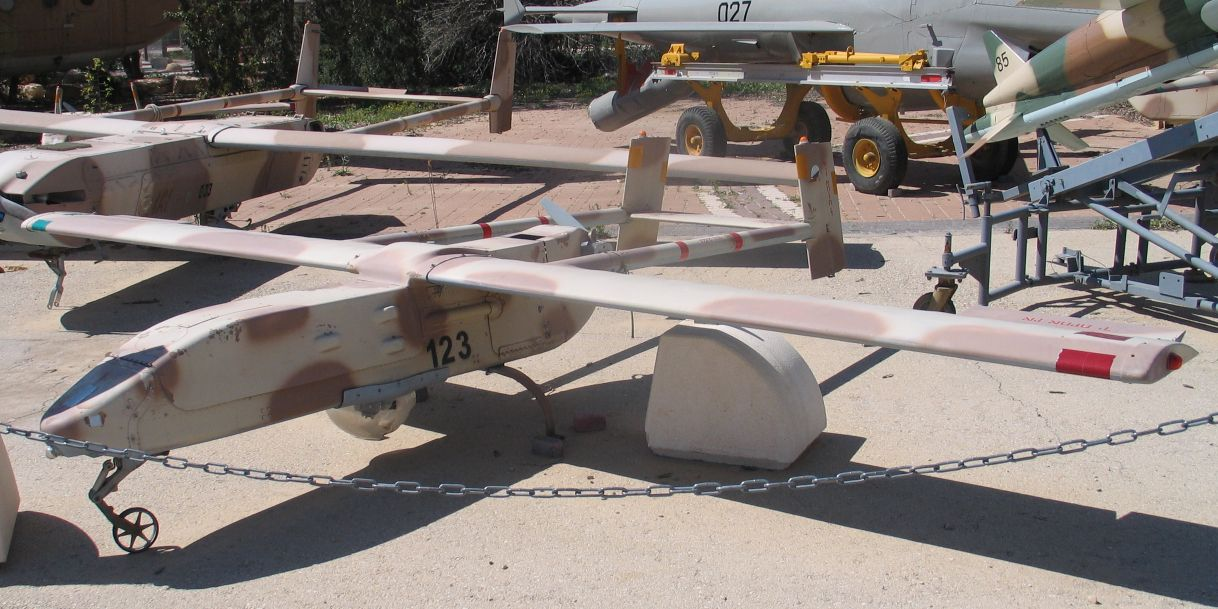
Een IAI Scout onbemand luchtvaartuig zond de gegevens over de Syrische radars van de Tadiran Mastiffs door naar de E-2 Hawkeye.

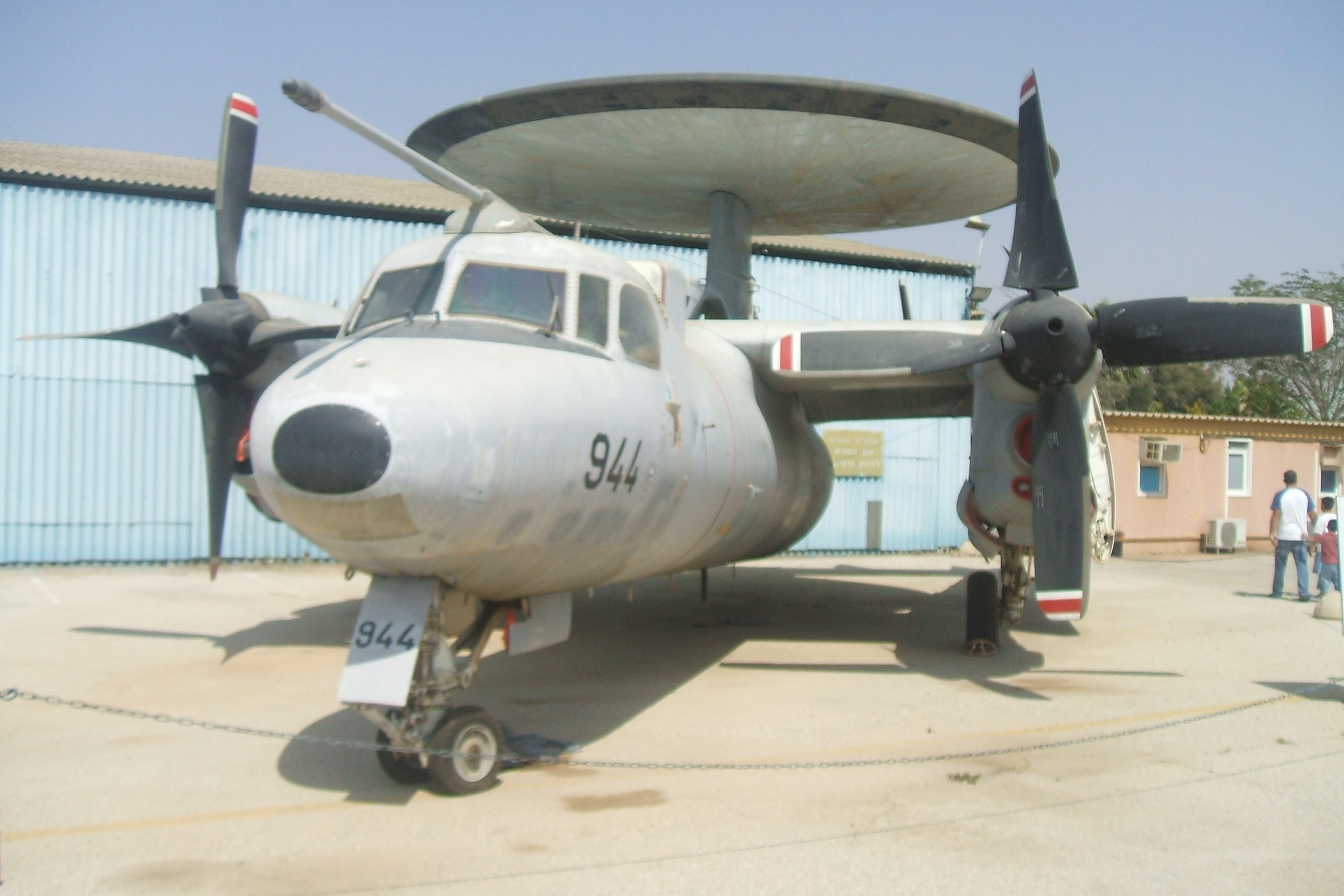
E-2 Hawkeyes cirkelden op grote hoogte voor de kust. Ze bewaakten het luchtruim met hun radar en communiceerden met de vliegtuigen en de commandopost van Ivry te Tel Aviv. Ze vormden de basis voor het luchtoverwicht van de Israëlische luchtmacht.

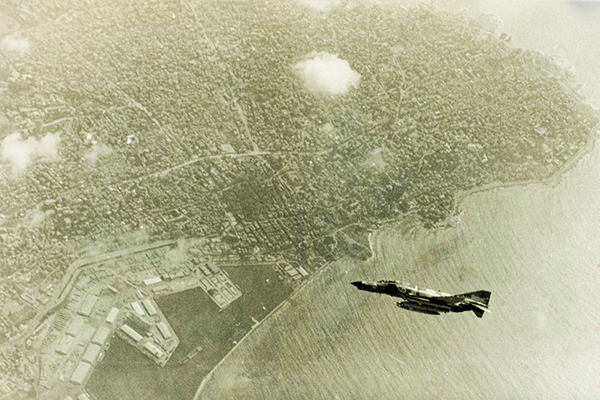
McDonnell Douglas F-4 Phantom II lanceerde AGM-78 Standard ARM antiradarraketten naar de SAM-6 luchtafweer.

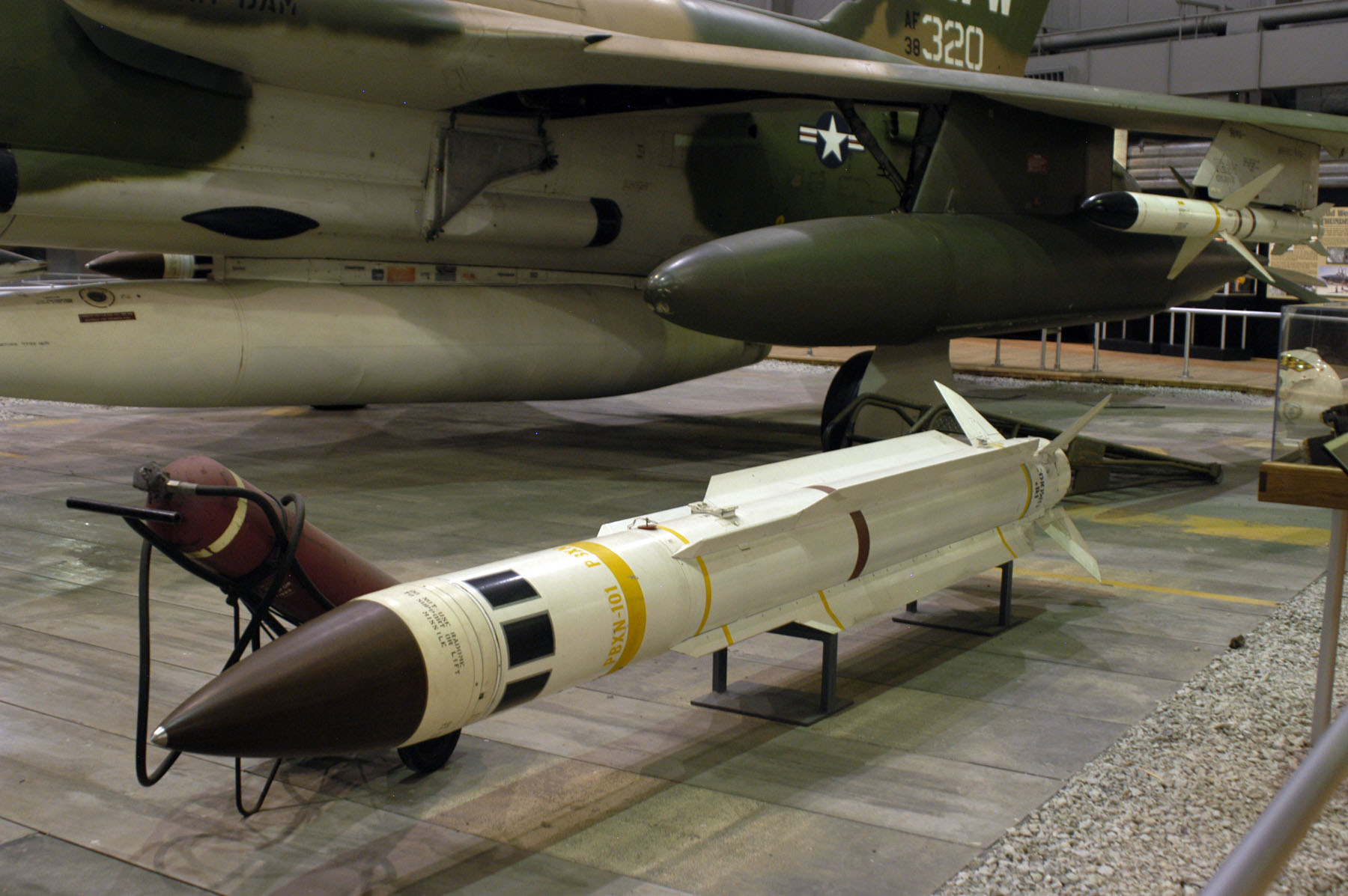
De AGM-78 Standard ARM antiradarraket vernietigde de SAM-6 luchtafweer.

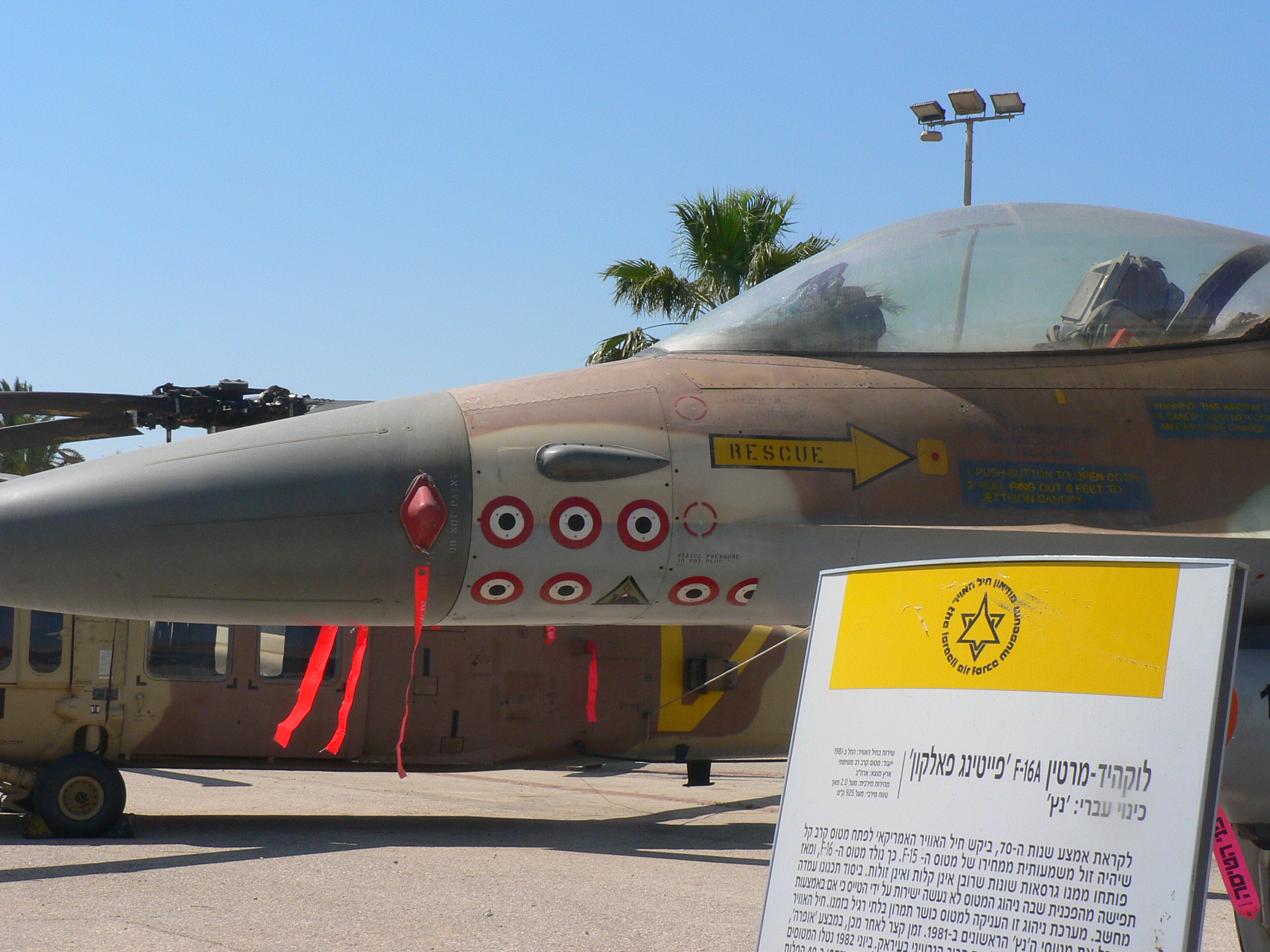
Een F-16 Fighting Falcon die zeven Syrische vliegtuigen neerschoot

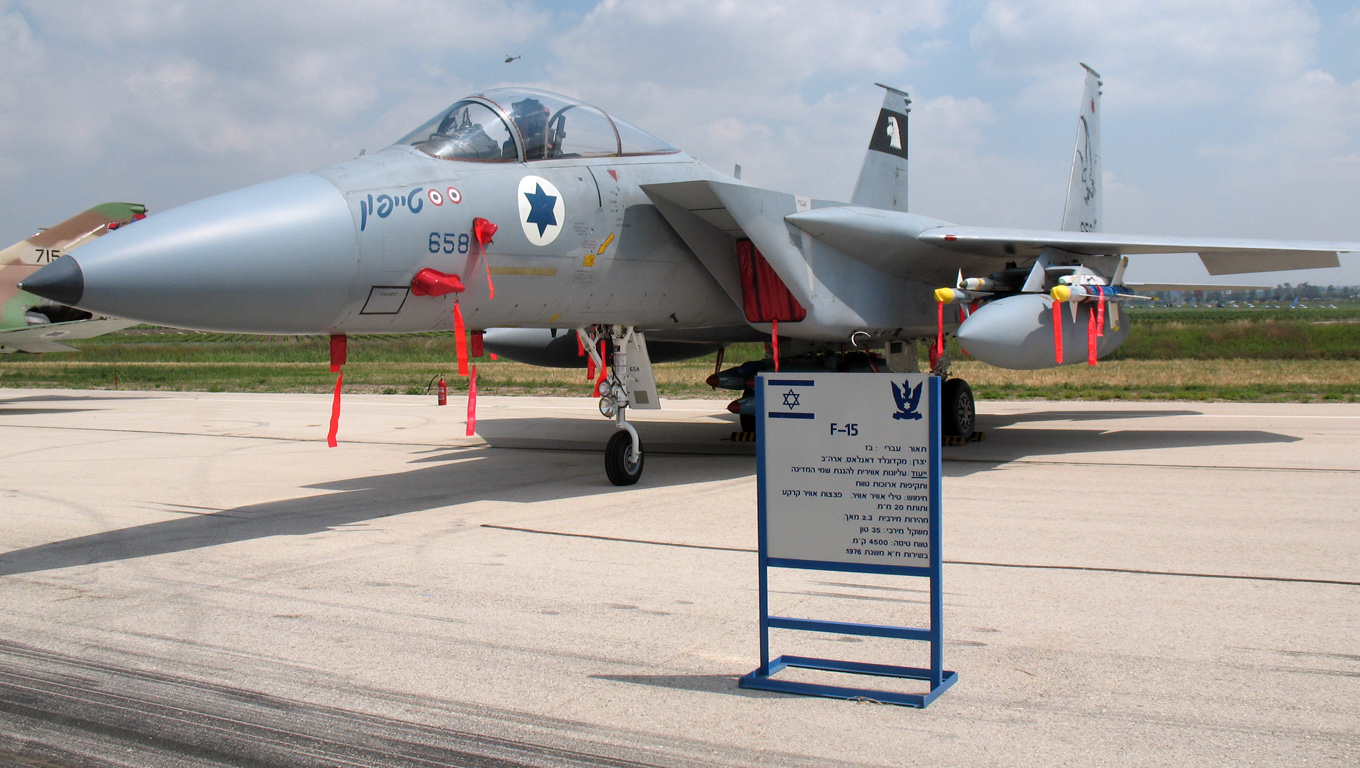
Een F-15 Eagle die twee Syrische vliegtuigen neerschoot.

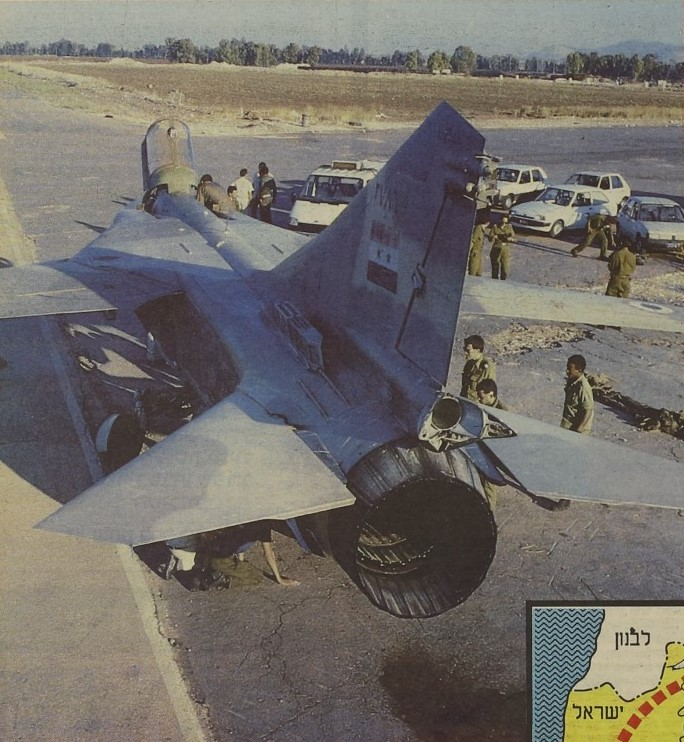
De Mikojan-Goerevitsj MiG-23 had geen radardetectie opzij en was kwetsbaar in de flank.

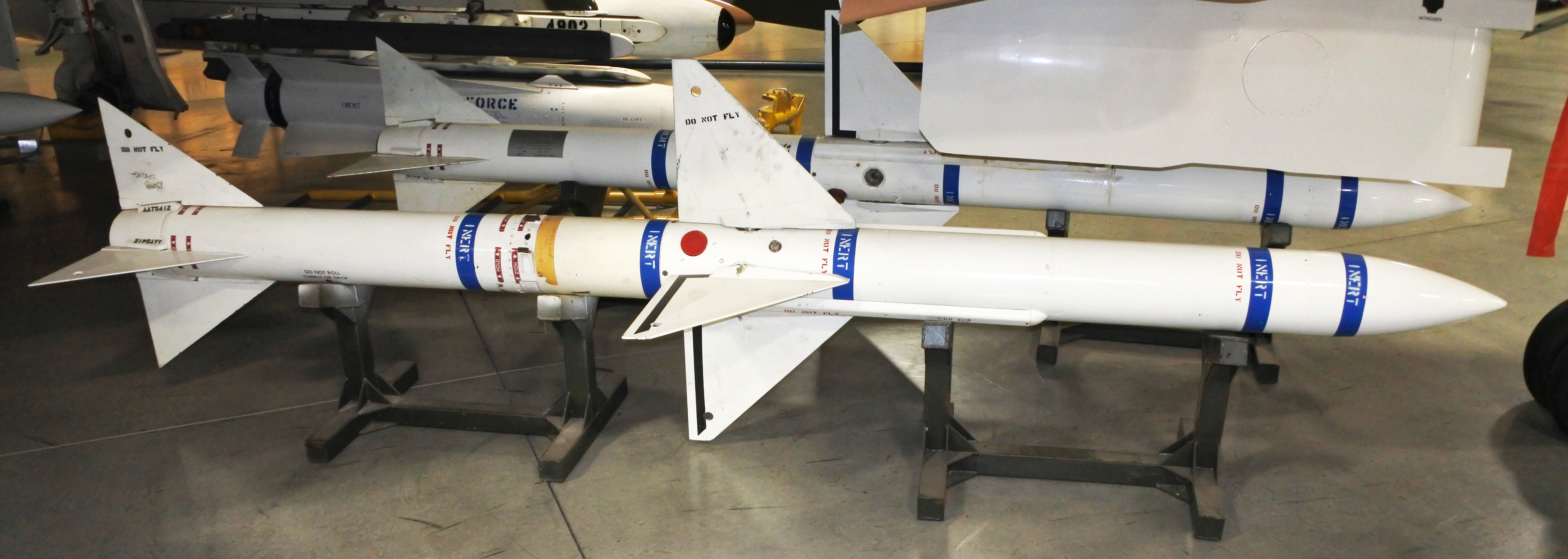
De radargeleide AIM-7 Sparrow lucht-luchtraket vloog van 30 km afstand aan Mach 3,5 naar de flank van de MiG.

De Syrische Minister van Defensie Mustafa Tlass reisde naar Moskou om betere luchtafweer te vragen.

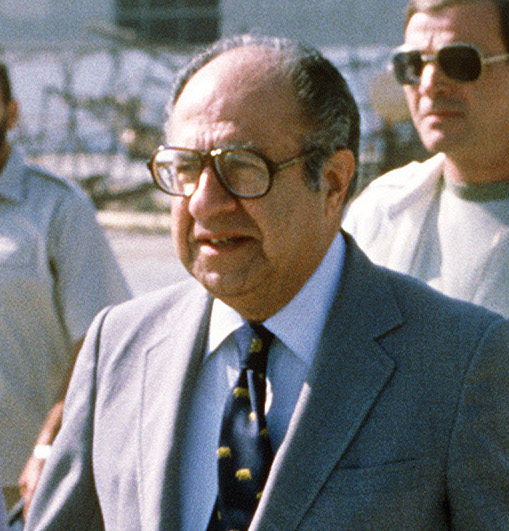
Philip Habib kreeg de luchtdoelraketten niet weg door diplomatie, maar bemiddelde nadien wel de wapenstilstand.

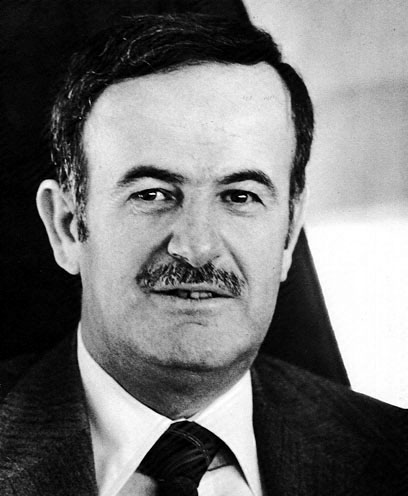
De Syrische president Hafiz al-Assad zag de annexatie van de Golanhoogvlakte als een oorlogsverklaring en eiste nadien dat Israël zich terugtrok uit Libanon.

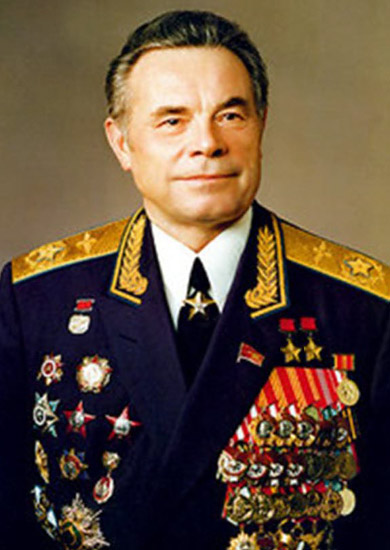
De Sovjet-Unie zond luchtmaarschalk Pavel Koetachov naar Syrië om uit te zoeken waarom hun SAM-6 hadden gefaald.

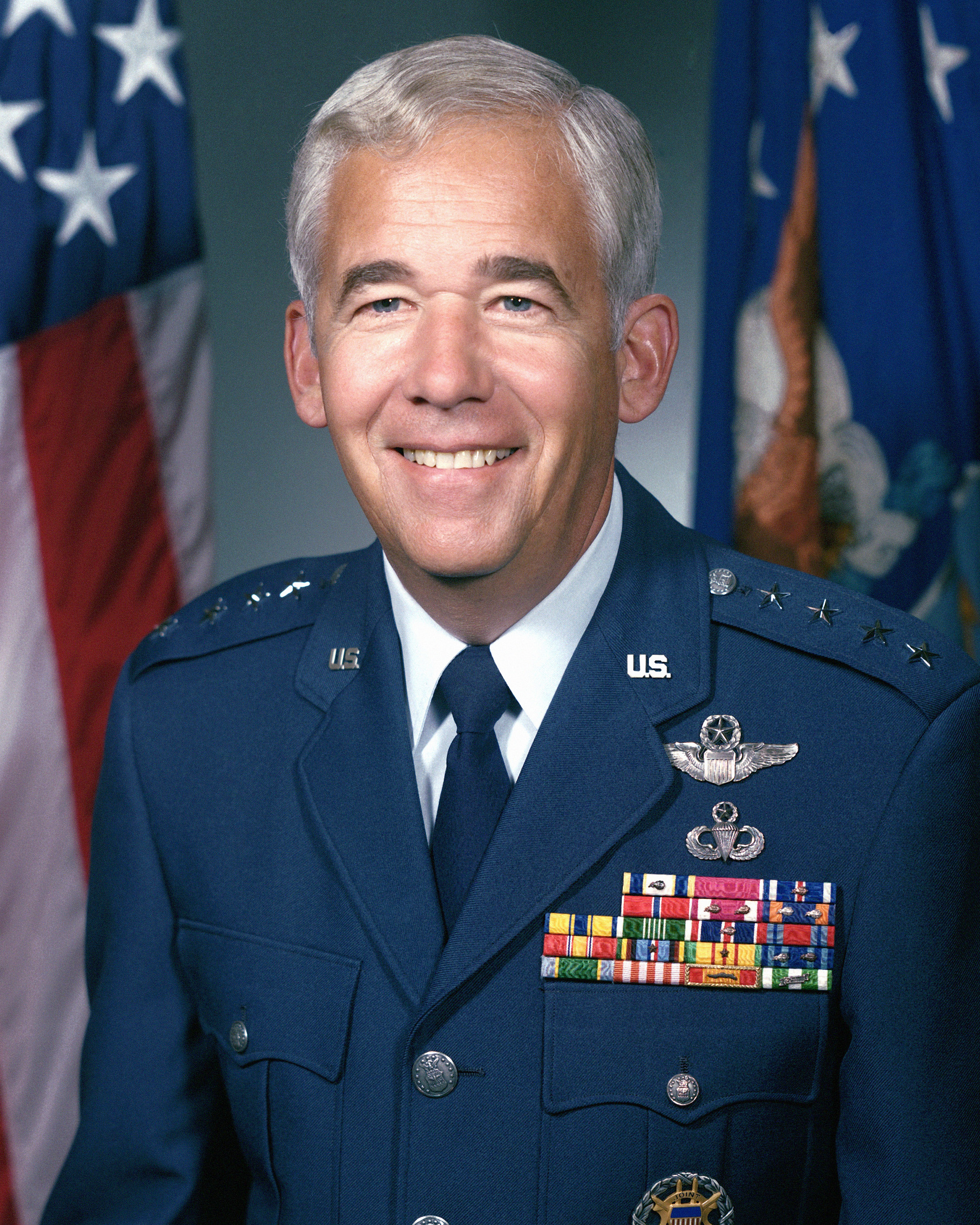
De United States Air Force zond adjunct stafchef, luitenant-generaal John Chain naar Israël om van de operatie te leren.

Operatie Veenmol 19 (Hebreeuws:מבצע ערצב-19, Mivtza ʻArtzav Tsha-Esreh) was een operatie voor Suppression of Enemy Air Defences door de Israëlische luchtmacht op 9 juni 1982 tegen Syrische luchtdoelraketten in de Bekavallei in Libanon bij het begin van de Libanonoorlog (1982). Het was het grootste luchtgevecht sinds de Koreaanse Oorlog. In 2 uur waren 29 van de 31 SAM batterijen in de Bekavallei vernietigd en 84 Syrische vliegtuigen neergehaald.

## Voor de operatie

### Lessen uit de Jom Kippoer-oorlog
De Israëlische luchtmacht had tijdens de Jom Kippoer-oorlog in 1973 tevergeefs met Operatie Tagar en Operatie Model 5 geprobeerd om de Egyptische en de Syrische luchtdoelraketten te vernietigen en had daar lessen uit geleerd.

### De spanning tussen Syrië en Israël loopt op
Vanaf 1980 liep de spanning tussen Syrië en Israël op over Libanon.
Op 28 mei 1980 had de Israëlische luchtmacht twee pantserwagens met SAM-9 batterijen bemand door Libische troepen bij Sidon vernietigd met geleide wapens.
De Israëlische media verklaarden dat het probleem van de luchtdoelraketten opgelost was, maar de commandant van de Israëlische luchtmacht, David Ivry, zei dat dat voorbarig was en dat de SAM-9 niet beter was dan zijn voorgangers. 
De Premier Menachem Begin pochte dat de Israëlische luchtmacht batterijen luchtdoelraketten in twee uur kon vernietigen. 
David Ivry zei de media dat de Israëlische luchtmacht zoiets niet kon.
Op 28 april 1981 schoten F-16 Fighting Falcons van het 117e squadron van luchtmachtbasis Ramat David twee Syrische helikopters neer boven Libanon. 
Als antwoord stelde Syrië luchtdoelraketten op in de Bekavallei.
Het was een combinatie de mobiele SAM-6 en de vaste SAM-3 en SAM-2. De luchtdoelraketten bedreigden Israël niet meteen en er stonden al Syrische luchtdoelraketten in het oosten van Libanon over de grens. 

### Diplomatie krijgt de luchtdoelraketten niet weg
Menachem Begin stond voor een dilemma: de nieuwe luchtafweer schaadde de geloofwaardigheid van de Israëlische afschrikking, maar een aanval kon leiden tot een onnodige oorlog met Syrië.
Hij besliste tot een aanval op 30 april, maar dit werd uitgesteld door ongeschikt weer.
De Verenigde Staten vreesden de reactie van de Sovjet-Unie op een Israëlische luchtaanval en vermaanden Menachem Begin om niet aan te vallen. 
Menachem Begin ging akkoord en schrapte de aanval. 
De Verenigde Staten zonden Philip Habib als bemiddelaar. 
Hij pendelde tussen Jeruzalem en Damascus maar kreeg de luchtdoelraketten niet weg.
Op 14 december 1981 stemde Israël een wet die de Golanhoogvlakte annexeerde. 
De president van Syrië, Hafiz al-Assad vatte dit op als een oorlogsverklaring, maar besefte dat Syrië geen oorlog kon winnen.

### Het plan van Sharon
Op 20 december 1981 stelden Minister van Defensie Ariel Sharon en Chef van de Israëlische Generale Staf Rafael Eitan een plan voor op de wekelijkse vergadering van de Regering van Israël voor de invasie van Libanon met de verovering van de autosnelweg van Beiroet naar Damascus. 
Menachem Begin stemde voor het plan, maar de andere ministers stemden tegen en het werd weggestemd.
Op 6 juni 1982 trok de Israëlische landmacht Libanon binnen.
Op dinsdag 8 juni 1982 trok de Israëlische landmacht op naar Jezzine.

### Begin wil geen oorlog met Syrië
Menachem Begin sprak in de Knesset: 

I stel nog maar eens dat we geen oorlog willen met Syrië. Van hieruit roep ik President Hafiz al-Assad op om de Syrische strijdkrachten aan te wijzen geen kwaad te doen aan Israëlische soldaten en dan zal niets slechts gebeuren met de Syrische soldaten. Wij wensen geen gevecht met de Syrische strijdkrachten, als we de grens van 40 km met onze noordelijke grens bereiken, dan zit het werk erop en alle gevechten zullen stoppen. Ik richt mijn woorden tot de oren van de President van Syrië. Hij weet hoe een overeenkomst te houden. Hij ondertekende een wapenstilstand en hield zich eraan. Hij liet geen terroristen begaan. Als hij zich nu op die manier gedraagt in Libanon dan zal geen enkele Syrische soldaat kwaad gedaan worden door onze soldaten.

Die nacht, toen de slag bij Jezzine aan gang was in centraal Libanon raadde Sharon in een vergadering op het hoofdkwartier van het noordelijk commando aan om dieper in Libanon te trekken:

We weten vandaag dat er een rechtstreekse confrontatie met de Syriërs zal zijn.

Om 23:00 trok de Israëlische landmacht Ein Zahalta binnen en ze raakte in gevecht met een Syrische divisie die de opmars stopte. 
Sharon gebruikte dit als voornaamste argument om Operatie Veenmol 19 uit te voeren.
Yekutiel Adam, vroeger adjunct stafchef en hoofd van de inlichtingendienst Mossad was bezorgd dat de regering de omvang en het doel van de oorlog niet helemaal besefte. 
Sharon gaf de noordelijke commandant Amir Drori toelating om de Bekavallei in te rijden.
Adjunct stafchef Moshe Levi vloog naar Ein Zahalta om de commandant Menachem Einan te vertellen dat de Israëlische luchtmacht die dag de Syrische luchtafweer zou uitschakelen.
David Ivry vernam dat onbemande luchtvaartuigen hadden waargenomen dat vijf bijkomende SAM-6 van de Golanhoogvlakte in de Bekavallei waren gebracht. 
David Ivry begreep hieruit de Syrië geen grote oorlog beoogde, want dan zouden de luchtdoelraketten opgesteld staan langs de vliegroute naar Damascus. 
Door de verplaatsing dacht David Ivry dat hij de SAM batterijen kon aanvallen zonder een totale oorlog met Syrië te riskeren.

### De vergadering van 9 juni
Ariel Sharon vloog met Amir Drori terug naar Jeruzalem voor de vergadering van de Regering van Israël op woensdag 9 juni.
Hij zei dat de Syrische 3e pantserdivisie al bewoog ten zuiden van Ein Zahalta. 
Wachten tot donderdag zou te weinig tijd laten voor een grondaanval. 
Amir Drori vond de aanval onnodig.
Rafael Eitan verkoos een beperkte aanval als een boodschap voor de Syriërs. 
De minister van communicatie, Mordechai Tzipori stelde dat het plan van Ariel Sharon de grens van 40 km overschreed. 
Sharon antwoordde dat 40 km te meten was van het noordelijkste punt van Israël, Metula. 
Hij zei dat de luchtdoelraketten in de Bekavallei vernietigd moesten worden om de grondtroepen in Ein Zahalta te verdedigen met luchtsteun.
De Minister van Binnenlandse Zaken, Yosef Burg wees erop dat een oorlog tegen de Syriërs op til was, dat de regering dat niet wilde en dat een aanval op de luchtafweer de zaak zou verergeren en tot een totale oorlog leiden. 
Ariel Sharon benadrukte de kwetsbaarheid van de soldaten op de grond. 
Menachem Begin vroeg Amos Amir wat de verliezen zouden zijn in zo een luchtaanval. 
Amos Amir antwoordde:

Ik kan geen enkele verliezen beloven, maar ze zullen minimaal zijn.

Menachem Begin steunde de luchtaanval en Yosef Burg werd ook overtuigd.
Ariel Sharon verliet de vergadering en beval zowel de luchtaanval als de grondaanval.

## De operatie

### Luchtsteun bij de grondaanval
De ochtend van 9 juni vlogen Israëlische vliegtuigen op drie hoogtes boven Libanon. 
1. IAI Kfir en A-4 Skyhawk vlogen langs de kust van Sidon tot de rand van Beiroet en boden luchtsteun aan het Israëlische landmacht die met 60.000 soldaten en 500 tanks vocht tegen de Palestijnse Bevrijdingsorganisatie.[1]
2. Op 3000 m hoogte cirkelden gelijkaardige formaties klaar voor inzet.
3. Daarboven vlogen E-2 Hawkeyes langs de kust om het luchtruim te bewaken met hun radar.

### Vernietigen van de luchtdoelraketten
David Ivry kreeg om 10:00 toestemming om de operatie uit te voeren, maar stelde die uit.
Om 13:30 beval Rafael Eitan de aanval en de vliegtuigen stegen per twee op.
Het eerste doelwit was de Syrische radar op de top van Jebel Baruk.
De eerste golf bestond uit 96 F-15 Eagle en F-16 Fighting Falcon. 
De tweede golf om 15:50 na voltanken en herbewapenen bestond nog uit 92 vliegtuigen. 
Toen de aanval begon, landden alle Syrische vliegtuigen om niet door eigen vuur getroffen te worden en om vol te tanken en te bewapenen.
Een squadron Tadiran Mastiff en IAI Scout onbemande luchtvaartuigen had altijd twee onbemande luchtvaartuigen in de lucht zodat ze constant de locatie van de SAM batterijen doorgaven. 
De Tadiran Mastiffs vlogen eerst aan om de Syriërs hun radars toe doen aanzetten.
Zo gauw de Tadiran Mastiffs met Syrische radar werden aangestraald, zonden ze gegevens over de radar door naar een IAI Scout  buiten bereik van de luchtdoelraketten.
De IAI Scout zond het signaal door naar de E-2 Hawkeye voor de kust. 
De E-2 Hawkeye verzamelde en analyseerde de gegevens.
Met een datalink kon David Ivry te Tel Aviv in realtime met zijn piloten communiceren en radarbeelden zien.
De Syriërs lanceerden 57 SAM-6, maar zonder resultaat.
Eens de SAM luchtdoelraketten lanceerden naar de Tadiran Mastiffs vielen de McDonnell Douglas F-4 Phantom IIs de SAM batterijen aan met AGM-78 Standard ARM en AGM-45 Shrike antiradarraketten.
Door de snelle vlucht van de raketten waren de McDonnell Douglas F-4 Phantom IIs maar kort blootgesteld aan de SAM. De Israëlische vliegtuigen gebruikten elektronische oorlogvoering om radardetectie te storen.
Rafael Eitan zei:

Vanuit operationeel standpunt kan ik zeggen dat we kleine onbemande luchtvaartuigen gebruikten, lang voor de oorlog, om de Syrische batterijen luchtdoelraketten te identificeren en te lokaliseren. We gebruikten superieure elektronische oorlogvoering om de radars op de grond te neutraliseren. We voerden daartoe geëigende middelen mee met onze vliegtuigen in de lucht. Maar voor de luchtaanval gebruikten we artillerie.

Volgens David Ivry stonden veel SAM batterijen aan de Syrische kant van de grens.  

### Het luchtgevecht
Toen stegen 100 Syrische gevechtsvliegtuigen op: Mikojan-Goerevitsj MiG-21, Mikojan-Goerevitsj MiG-23 en Soechoj Soe-20. 
De Israëli vlogen met onbemande luchtvaartuigen over de drie voornaamste vliegvelden in Syrië en gaven door hoeveel en welke vliegtuigen wanneer opstegen en stuurden de gegevens door naar de E-2 Hawkeye.
De Syrische vliegtuigen werden geleid door radars op de grond.
De Israëlische piloten stoorden met elektronische oorlogvoering de radiocommunicatie tussen de MiGs en hun radars op de grond.
De MiGs hadden enkel radardetectie in de neus en de staart, niet opzij, van boven of vanonder.
De E-2 Hawkeyes Airborne warning and control system leidde de Israëlische  F-15 Eagle en F-16 Fighting Falcon om de Syrische MiGs in de flank aan te vallen.
Hun radargeleide AIM-7 Sparrow lucht-luchtraketten vlogen met snelheid Mach 3,5 vanaf 30 km afstand, buiten het radarbereik van de MiG en buiten het zicht van de piloot ervan.
De infrarood geleide AIM-9 Sidewinder lucht-luchtraketten gaven een overwicht op middellange afstand.
Er was nog een computergestuurd 20 mm boordgeschut voor nabij gevecht.
De Israëlische luchtmacht schoot 82 vliegtuigen neer en verloor er zelf geen enkel.
Rafael Eitan zei: 

De eerste reactie van de Syriërs toen we aanvielen was om hun luchtmacht te doen opstijgen… ieder Syrisch vliegtuig dat een denkbeeldige lijn in de richting van onze vliegers overschreed werd vernietigd, neergeschoten. De denkbeeldige lijn was het bereik van de luchtdoelraketten in Syrië zelf. De tactiek van de Syrische luchtmacht is om op te stijgen en de denkbeeldige lijn over te steken, wat ze buiten het beschermend bereik van hun luchtdoelraketten in Syrië brengt. Ze doen wat ze kunnen en vluchten dan terug voor bescherming.

David Ivry zei: 

Syrische vliegtuigen vochten in het nadeel, ze moesten antwoorden op Israëlische dreigingen waar en wanneer ze zich voordeden, in een algemene strategische en tactische toestand die niet in het voordeel van Syrië was.

## Na de operatie

### Verdere gevechten
Die nacht vernietigde de Israëlische luchtmacht de Syrische 47e tankbrigade ten noorden van Baalbek toen die naar het zuiden reed, 
De volgende dag vernietigde de Israëlische luchtmacht nog zes andere SAM batterijen: twee die waren blijven staan in de operatie en vier nieuwe die de Syriërs die nacht naar de Bekavallei gebracht hadden.

### Syrische reactie
De Syrische Minister van Defensie Mustafa Tlass zei tegen president Hafiz al-Assad:

De Syrische luchtmacht was overklast, de luchtdoelraketten nutteloos, en zonder luchtsteun kon de landmacht niet verder vechten.

### Reactie van de Sovjet-Unie
Op woensdag zond president Hafiz al-Assad zijn minister van defensie Mustafa Tlass naar Moskou om betere luchtafweer te vragen. 
De Sovjet-Unie weigerde, maar bracht wel grote hoeveelheden militair materiaal samen op vliegvelden om naar Syrië te zenden.
De luchtmaarschalken Pavel Koetachov en Aleksandr Koldoenov reisden naar Syrië om uit te zoeken waarom hun luchtdoelraketten gefaald hadden, in de vrees dat de Noord-Atlantische Verdragsorganisatie ook zoiets kon doen in Oost-Europa. 

### Rechtvaardiging van Ariel Sharon
Ariel Sharon noemde de operatie een keerpunt in de invasie: 

Als we die ontwikkeling hadden gedoogd, dan zouden de Syrische tankmacht bestaan hebben uit 600 tanks beschermd door een grote paraplu van luchtdoelraketten. Hun batterijen luchtdoelraketten schoten op onze vliegtuigen. We hadden geen andere keuze dan een militaire operatie goed te keuren om de opbouw van luchtdoelraketten te vernietigen.

Mordechai Tzipori schreef later dat Ariel Sharon de aanval al plande bij het begin van de oorlog, maar de regering misleidde door te doen geloven dat de confrontatie met de Syriërs onverwacht was.
Ariel Sharon hield vol dat hij op 6 juni de Israëlische landmacht had bevolen om de rivier Awali niet over te steken om een confrontatie met de Syriërs te vermijden. 
Ariel Sharon zei dat hij de Israëlische landmacht had bevolen om een alternatief plan voor te bereiden om de autosnelweg van Beiroet naar Damascus in te nemen ingeval de Syriërs eerst aanvielen.
Rafael Eitan zei dat hij de nacht voor de operatie met Ariel Sharon overeengekomen was om de Israëlische luchtmacht klaar te maken voor de operatie mits de regering ze goedkeurde.

### De wapenstilstand
Op 9 juni ontving de Syrische president Hafiz al-Assad de Amerikaanse gezant Philip Habib in Damascus, en hij eiste dat Israël zijn troepen uit Libanon terugtrok als voorwaarde voor een wapenstilstand.
President van de Verenigde Staten Ronald Reagan riep premier Menachem Begin en president Hafiz al-Assad op om een wapenstilstand op 10 juni 6:00 te aanvaarden.

### Amerikaanse reactie
Een jaar na de operatie reisde luitenant-generaal John Chain, adjunct stafchef van de United States Air Force naar Israël om ervan te leren.